# Suure-Jaani (gemeente)
Suure-Jaani is een voormalige gemeente in het noorden van de Estische provincie Viljandimaa. De gemeente telde 5209 inwoners (1 januari 2017) en had een oppervlakte van 742,7 km². In oktober 2017 ging Suure-Jaani op in de fusiegemeente Põhja-Sakala.

## Geografie
De gelijknamige hoofdplaats Suure-Jaani vormde tot 2005 als stad een afzonderlijke gemeente. In dat jaar ging de bestaande landgemeente Suure-Jaani samen met de stadsgemeente Suure-Jaani en de landgemeenten Olustvere en Vastemõisa.
Behalve de stad Suure-Jaani en Olustvere, dat een alevik (vlek) is, hadden alle 48 nederzettingen in de landgemeente de status van dorp.

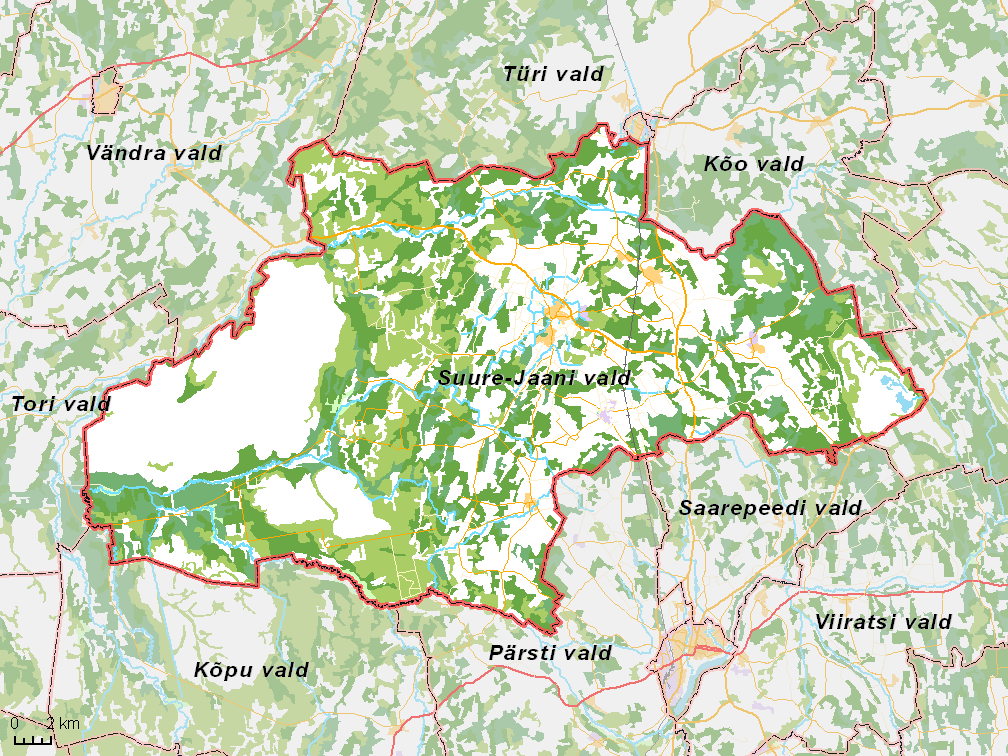
De gemeente met omliggende gemeenten, situatie tot oktober 2017